# 葛均波
葛均波（1962年11月—），男，山东五莲人，中国心血管病学家，同济大学副校长，复旦大学附属中山医院教授，中国科学技术大学附属第一医院院长。中国科学院院士。

## 生平
1984年毕业于青岛医学院，1987年获山东医科大学硕士学位，1993年于德国美因茨大学获博士学位。2011年当选为中国科学院院士。2018年起担任中国科学技术大学附属第一医院（安徽省立医院）院长。
2008年，当选第十一届全国政协委员，代表医药卫生界，分入第四十五组。2018年1月，当选第十三届全国政协委员。